# Becky Smith
Becky Smith, née le 3 juin 1959 à Vancouver, est une nageuse canadienne. Elle est la sœur de Graham Smith.

## Carrière
Becky Smith participe aux Jeux olympiques d'été de 1976 à Montréal et remporte les deux médailles de bronze dans les épreuves du 400 m 4 nages et du 4 × 100 m nage libre avec Anne Jardin, Barbara Clark et Gail Amundrud.